# کژسک-مایانتک
کژسک-مایانتک (به لهستانی:  Krzesk-Majątek) یک روستا در لهستان است که در گمینا زبوچن واقع شده‌است. کژسک-مایانتک  ۲۰۰ نفر جمعیت دارد.